# Christian Möllmann
Christian Reinhard Möllmann (* 12. März 1972 in Essen) ist ein deutscher Big-Brother-Teilnehmer und Sänger.

## Karriere
Der ehemalige Polizist begann seine Karriere 1998 im Freizeit- und Entertainmentpark Warner Bros. Movie World als Showleiter und später Schauspieler.
Einer breiten Öffentlichkeit wurde er im Herbst 2000 als Kandidat der zweiten Staffel der Fernsehshow Big Brother bekannt. Möllmann erklärte sich von Beginn an zum „Nominator“ und inszenierte sich in dieser Rolle selbst. Mit gezielt provokantem Verhalten brachte er nicht nur andere Bewohner des Containers schnell gegen sich auf, sondern auch die Macher der Sendung. Seine bewusste Selbstinszenierung in der Rolle des „Nominators“ und seine gestellten, an Seifenopern erinnernden Selbstgespräche hatten immer wieder Ermahnungen seitens der Redaktion zur Folge, weil sie das Konzept der Show ad absurdum führten, vorgeblich unverfälschtes Leben zu zeigen. Nach einem Monat verließ er freiwillig den Wohncontainer.
Wie andere Big-Brother-Kandidaten zuvor nutzte auch Möllmann seine zeitweilige Popularität für die Veröffentlichung eigener Plattenaufnahmen unter dem Namen Christian. Seine Debütsingle Es ist geil ein Arschloch zu sein erreichte im November 2000 auf Anhieb Platz 1 der deutschen Singlecharts, hielt sich dort neun Wochen lang und erreichte Platinstatus. In Österreich und in der Schweiz erreichte er die Spitzenplatzierungen drei und sieben. Das Album Nominator erreichte Platz drei in Deutschland, Platz 34 in Österreich und Platz 53 in der Schweiz. Die Single Was kostet die Welt erreichte in Deutschland Platz acht, in Österreich Platz 47.
2001 und 2002 moderierte Möllmann die Sendung Robot Wars beim Fernsehsender RTL II. Vom 2. März 2004 bis zum 1. März 2005 war er neben Ruth Moschner und Oliver Petszokat Co-Moderator der fünften Big-Brother-Staffel. In der sechsten Staffel (Big Brother – Das Dorf) hatte er weiterhin zahlreiche Gastauftritte. Danach war Christian Möllmann Moderator des ebenfalls von Endemol produzierten Big-Brother-Klons Der Container Exklusiv. Dieser lief vom 26. Februar bis 5. Juni 2006 auf dem Pay-TV-Sender Premiere.
Auch in der neunten Staffel der deutschen Big-Brother-Ausgabe 2009 kommentierte Möllmann in seiner Rolle als „Nominator“ das Verhalten einzelner Teilnehmer in der wöchentlichen Live-Show. Seither hat sich Möllmann aus der Öffentlichkeit zurückgezogen.

## Diskografie

### Studioalben
| Jahr | Titel     | Höchstplatzierung, Gesamtwochen, AuszeichnungChartplatzierungen (Jahr, Titel, Platzierungen, Wochen, Auszeichnungen, Anmerkungen) | Höchstplatzierung, Gesamtwochen, AuszeichnungChartplatzierungen (Jahr, Titel, Platzierungen, Wochen, Auszeichnungen, Anmerkungen) | Höchstplatzierung, Gesamtwochen, AuszeichnungChartplatzierungen (Jahr, Titel, Platzierungen, Wochen, Auszeichnungen, Anmerkungen) | Anmerkungen                           |
| Jahr | Titel     | DE | AT | CH | Anmerkungen                           |
| ---- | --------- | --- | --- | --- | ------------------------------------- |
| 2001 | Nominator | DE3 (7 Wo.)DE | AT34 (6 Wo.)AT | CH53 (3 Wo.)CH | Erstveröffentlichung: 29. Januar 2001 |

### Singles
| Jahr | Titel Album                                 | Höchstplatzierung, Gesamtwochen, AuszeichnungChartplatzierungen (Jahr, Titel, Album, Platzierungen, Wochen, Auszeichnungen, Anmerkungen) | Höchstplatzierung, Gesamtwochen, AuszeichnungChartplatzierungen (Jahr, Titel, Album, Platzierungen, Wochen, Auszeichnungen, Anmerkungen) | Höchstplatzierung, Gesamtwochen, AuszeichnungChartplatzierungen (Jahr, Titel, Album, Platzierungen, Wochen, Auszeichnungen, Anmerkungen) | Anmerkungen                             |
| Jahr | Titel Album                                 | DE | AT | CH | Anmerkungen                             |
| ---- | ------------------------------------------- | --- | --- | --- | --------------------------------------- |
| 2000 | Es ist geil ein Arschloch zu sein Nominator | DE1 Platin · (16 Wo.)DE | AT3 (17 Wo.)AT | CH7 (15 Wo.)CH | Erstveröffentlichung: 13. November 2000 |
| 2001 | Was kostet die Welt Nominator               | DE8 (9 Wo.)DE | AT47 (7 Wo.)AT | — | Erstveröffentlichung: 5. Februar 2001   |

## Auszeichnungen
- 2000: Silberner Bravo-Otto
- 2000: Top of the Pops-Award